# William Hoston
William T. Hoston est un chercheur en sciences politiques.

## Biographie
En 1997, il obtient une licence en études généralistes de l'université de La Nouvelle-Orléans et l'année suivante, son master en criminologie de l'Université d'État de Floride.
En 2007, à l'université de la Nouvelle-Orléans, il obtient son doctorat en sciences politiques.
En 2013, il publie le documentaire Black Dot in a White World: Critical Discourse Among Black Males in the Obama Era.
En octobre 2017, il publie son deuxième livre pour enfants, The Magic Beard, illustré par Chika Nwankwo. Dans le livre, le docteur William Jr. permet aux enfants souffrant de cancer de retrouver leurs cheveux grâce à sa barbe magique.
Il enseigne les sciences politiques à l'université A&M du Texas à Prairie View. Il s'y spécialise dans l'étude des masculinités noires, des politiques publiques, et des questions raciales et du genre.
De 2019 à 2021, il est doyen associé par intérim du Brailsford College of Arts & Sciences.
À partir de 2020, il dirige The Mellon Center for Faculty Excellence.
Il est également co-directeur de publication de la série Afro-Texas de l'université Texas Tech.